# Angelo Carbone
Angelo Carbone (Bari, 23 marzo 1968) è un ex calciatore italiano, di ruolo centrocampista.

## Caratteristiche tecniche
Giocava come interno di centrocampo a destra o a sinistra, prevalentemente con compiti di copertura.

## Carriera

### Club

#### Gli esordi e l'avventura milanista
Cresce nel Bari, con il quale esordisce nella stagione 1988-1989 ottenendo la promozione in Serie A. Nella sua prima stagione nella massima serie è tra i titolari della formazione pugliese, giocando 26 partite e segnando un gol a San Siro contro l'Inter. Nel 1990 passa al Milan, voluto da Arrigo Sacchi. Nella sua prima stagione in rossonero gioca 21 partite di campionato ed esordisce in Coppa Campioni (realizzando un gol nella sua prima partita, contro il Club Bruges) e gioca da titolare le partite di Supercoppa UEFA e Coppa Intercontinentale.

#### Gli anni della Serie A
Dalla stagione successiva, con l'arrivo di Fabio Capello sulla panchina rossonera, comincia a peregrinare in prestito: torna al Bari per una stagione, conclusasi con la retrocessione in Serie B, poi si trasferisce al Napoli. 
Rientra poi al Milan per la stagione 1993-1994, trovando poco spazio (solo 9 presenze). Si trasferisce quindi alla Fiorentina, nuovamente in prestito, e al Piacenza, questa volta a titolo definitivo per la cifra di 2 miliardi. Con la maglia piacentina ottiene la prima salvezza in Serie A, in una stagione dove realizza anche la rete della vittoria nell'1-0 interno sull'Inter. Nella stagione successiva chiede la cessione per problemi di ambientamento e passa alla neopromossa Reggiana per pochi mesi, poi va all'Atalanta dove rimane per due stagioni e mezzo senza trovare continuità di impiego e vivendo la retrocessione degli orobici nel 1998.

#### Gli ultimi anni
Nel gennaio 1999 veste di nuovo la maglia della Reggiana, sempre in Serie B: con i granata non evita una nuova retrocessione, questa volta in Serie C1. Passa quindi alla Pistoiese, sempre in Serie B: con 6 reti in 16 partite contribuisce alla salvezza dei toscani dopo lo spareggio con il Cesena. Con il passaggio di Andrea Agostinelli sulla panchina della Ternana segue il tecnico in Umbria, ma già a gennaio 2001 fa ritorno alla Pistoiese con cui disputa una stagione e mezza in cadetteria. Conclude la carriera in Serie C1, vestendo per tre campionati la maglia della Pro Patria.

### Nazionale
Ha fatto parte della Nazionale Under 21 allenata da Cesare Maldini, che lo ha convocato per il Campionato europeo di calcio Under-21 1990 concluso al terzo posto. In totale ha collezionato 8 presenze senza reti con la maglia degli azzurrini, tra il 1989 e il 1990.
Ottiene la sua prima ed unica convocazione in Nazionale maggiore nel 1992: esordisce il 23 settembre 1992 nell'amichevole non ufficiale contro lo Zurigo.

## Dopo il ritiro
Nella stagione 2006-2007 ricopre il ruolo di direttore sportivo della Pro Patria e successivamente diventa osservatore per conto del Milan. Il 1º luglio 2019 viene nominato responsabile del settore giovanile rossonero, incarico che mantiene fino al luglio 2023. Dal 14 giugno del 2024 è il nuovo responsabile del Settore Giovanile del Sassuolo.

## Palmarès

### Club

#### Competizioni nazionali
- Campionato italiano: 1

Milan: 1993-1994

#### Competizioni internazionali
- Coppa Mitropa: 1

Bari: 1990
- Supercoppa UEFA: 1

Milan: 1990
- Coppa Intercontinentale: 1

Milan: 1990
- UEFA Champions League: 1

Milan: 1993-1994